# Fotis Koutzavasilis
Fotis Koutzavasilis, född 11 mars 1989, är en grekisk fotbollsmålvakt som spelar i grekiska Apollon Paralimnio. Han har tidigare spelat för PAOK, Panserraikos, Kerkyra, Chania och Iraklis Larissa.
Koutzavasilis moderklubb är PAOK.